# 20 de Setembro
20 de Setembro (deutsch 20. September) ist eine osttimoresische Aldeia im Suco Bebonuk (Verwaltungsamt Dom Aleixo, Gemeinde Dili). 2015 lebten in der Aldeia 6118 Menschen.
Der Name der Aldeia erinnert an die Landung der ersten Einheiten der INTERFET am 20. September 1999 in Dili, die der letzten Gewaltwelle der indonesischen Besatzungsmacht ein Ende setzten. Unter anderem landeten australische Truppen am Strand, nahe der Mündung des Rio Comoro.

## Geographie
20 de Setembro nimmt den gesamten Süden des Sucos Bebonuk ein. Im Norden reicht 20 de Setembro bis an die Rua de Fau Laran und die Rua de Aidik Hun Tuan. Hier grenzt sie an die Aldeias Metin IV, Metin II und Metin III. Östlich der Avenida Luro Mata liegt der Suco Fatuhada, südlich der Avenida Nicolau Lobato der Suco Comoro und westlich des Rio Comoro der Suco Madohi. In der Mitte verläuft von Nord nach Süd die Rua de Bebonuk als Hauptverkehrsachse.

## Einrichtungen

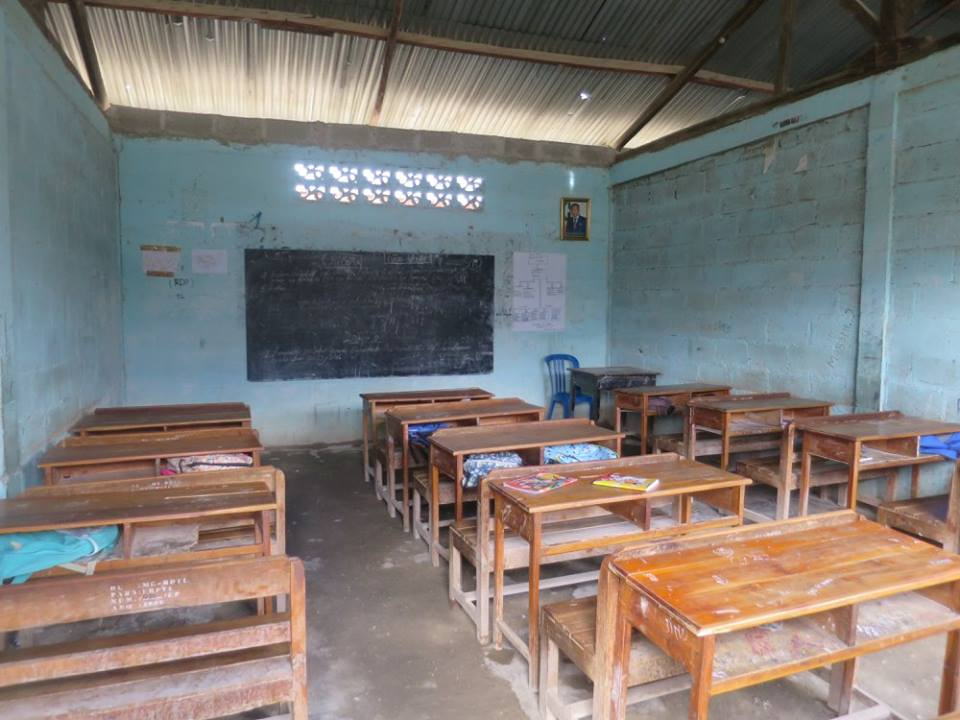
Sekundarschule Fundação Rainha da Paz

An der Avenida Nicolau Lobato steht das Timor Plaza, Osttimors größtes Einkaufszentrum, in dessen Hotel sich auch die Botschaft von Brunei befindet. An der Avenida Luro Mata liegt das East Timor Institute of Business (IOB). Im Westen von 20 de Setembro befinden sich die katholische Grundschule São Domingos Savio und die Prä-Sekundar- und Sekundarschule Fundação Rainha da Paz (Fundasaun Rainha da Paz) sowie die protestantische Kirche von Bebonuk. Im Süden liegen bei der Rua de Bebonuk die Grundschule Centro de Ensno Treinamento und die Prä-Sekundarschule Centro Shallom.